# Вендоло (Сондрио)
Вендоло је насеље у Италији у округу Сондрио, региону Ломбардија.
Према процени из 2011. у насељу је живело 70 становника. Насеље се налази на надморској висини од 482 м.